# Virágkötészet

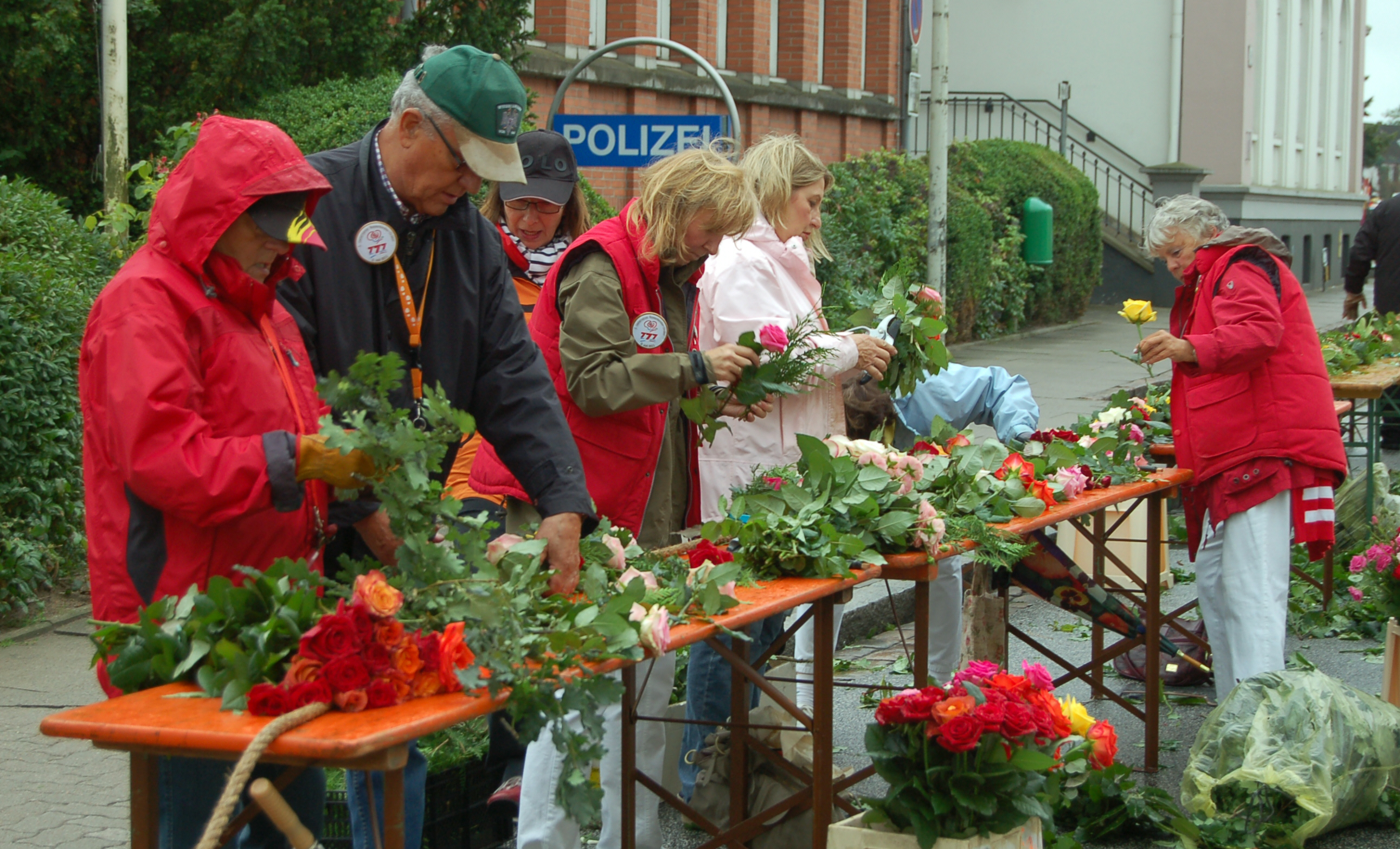
Virágkötők

A virágkötészet során a virágkötők vágott, száraz vagy selyemvirágból állítanak elő virágcsokrokat, koszorúkat, dekorációkat.
A virágkötészet tanulható tanfolyamon, de legfontosabb eleme a kreativitás és a fantázia. A virágkötő tevékenységébe tartozik az esküvői csokrok díszek készítése, alkalmi virágkompozíciók megalkotása illetve különféle rendezvények virággal történő díszítése, a különböző koszorúk mű- illetve élő virágból, sírcsokrok, temetői díszek stb.
A szakképzett virágkötő virágkezelést, előkészítést végez, virágdíszeket készít, rendezvények virágdíszítését végzi, vállalkozást működtet, marketingtevékenységet végez, megszervezi és lebonyolítja a beszerzési tevékenységet, megszervezi és lebonyolítja a készletezést, raktározást, nyilvántartja a készleteket, gazdálkodik a készletekkel, megszervezi és lebonyolítja az értékesítést, ellátja az üzemeltetéssel kapcsolatos feladatokat.